# Phoenix Mercury
Phoenix Mercury és un equip de la WNBA, la lliga professional de bàsquet femení dels Estats Units d'Amèrica. Té la seu a la ciutat de Phoenix, a l'estat d'Arizona. Juga els seus partits al US Airways Center. L'equip es va fundar el 1997, i va ser un dels 7 que van començar la competició. El sobrenom de Mercury és degut al fet que el planeta, Mercuri, és el més proper al Sol, en clara referència al seu equip germà de la NBA, els Phoenix Suns.

## Història
Amb una bona selecció de jugadores, les Mercury van iniciar la competició amb bon peu, acabant la lliga regular de 1997 amb 16 victòries i 12 derrotes, classificant-se pels playoff, on van perdre contra les New York Liberty.
El 1998 van repetir presència als playoffs, aconseguint un balanç de 19-11. Van guanyar a les desaparegudes Cleveland Rockers a semifinals, per a caure a la final contra les defensores del títol, les Houston Comets. L'any següent no van poder classificar-se, però sí el 2000, però van perdre a les primeres contra Los Angeles Sparks. L'equip va començar un clar declivi, cosa que va suposar una renovació gairebé total de la plantilla.
Aquesta renovació va suposar que entre el 2001 i el 2004 es van situar entre els pitjors equips de la lliga, arribant a guanyar només 8 partits el 2003. Però tot va començar a canviar després d'aquella temporada. En 2004 van aconseguir escollir el número 1 del draft a l'estrella de la Universitat de Connecticut, Diana Taurasi, que guanyaria el premi de rookie de l'any. L'equip va acabar amb 17 victòries i el mateix nombre de derrotes, cosa que va fer que no es classifiquessin pels playoff.
L'ex-entrenador de la NBA, Paul Westhead, es va fer càrrec de l'equip l'any 2006, essent el primer entrenador de la WNBA amb un anell de campió de la NBA, aconseguit amb Los Angeles Lakers la temporada 1979-80.

### Campiones de la WNBA
Després de dos anys on es tornaven a quedar a les portes dels playoff, el 2007 van aconseguir un balanç de 23 victòries i 11 derrotes, rècord de la Conferència Oest, promitjant 89 punts per partit. En els playoff van derrotar primer a les Seattle Storm per 2-0, i després, a la Final de Conferència a les San Antonio Stars pel mateix resultat. A la final es van trobar a les vigents campiones, les Detroit Shock, a les que van remontar un 2-1 per acabar imposant-se per 3-2.
El 7 de novembre de 2007 les Mercury van anunciar el fitxetge de Corey Gaines com a entrenador en substitució de Paul Westhead.

## Trajectòria
Nota: G: Partits guanyats P:Partits perduts %:percentatge de victòries